# Mesalazine
Mesalazine (ook: 5-aminosalicylzuur, 5-ASA, Mesalamine) is een lokaal ontstekingsremmend middel, dat bij de inflammatoire darmaandoeningen colitis ulcerosa en ziekte van Crohn wordt gebruikt. Het is sinds 1984 in Nederland op de markt.